# Genocidio de Timor Oriental
El genocidio de Timor Oriental se refiere al terrorismo de Estado dentro de las llamadas «campañas de pacificación» de por parte del gobierno indonesio durante la invasión y ocupación indonesia de Timor Oriental respaldadas por los Estados Unidos. La Universidad de Oxford tuvo un consenso académico al llamar a la ocupación indonesia de Timor Oriental un genocidio y la Universidad de Yale lo enseña como parte de su programa de estudios de genocidio.

## Invasión inicial
Desde el inicio de la invasión en agosto de 1975 en adelante, las Fuerzas Armadas de Indonesia se involucraron en la masacre de civiles timorenses.. Al inicio de la ocupación, la radio Fretilin envió la siguiente transmisión: «Las fuerzas indonesias están matando indiscriminadamente. Las mujeres y los niños reciben disparos en las calles. Todos vamos a ser asesinados ... Esto es una llamada para ayuda internacional. Por favor, haz algo para detener esta invasión». Un refugiado timorense contó más tarde sobre «violaciones [y] asesinatos a sangre fría de mujeres, niños y dueños de tiendas chinas». El obispo de Dili en ese momento Martinho da Costa Lopes, dijo más tarde: «Los soldados que aterrizaron empezaron a matar a todos los que pudieron encontrar. Había muchos cadáveres en las calles; todo lo que pudimos ver fue a los soldados matando, matando, matando». En un incidente, un grupo de cincuenta hombres, mujeres y niños, incluido el reportero independiente australiano Roger East, fueron alineados en un acantilado a las afueras de Dili y se les disparó, y sus cuerpos cayeron al mar. Muchas de estas masacres tuvieron lugar en Dili, donde se ordenó a los espectadores observar y contar en voz alta a cada persona que fue ejecutada. estima que al menos 2,000 timorenses fueron masacrados en los primeros dos días de la invasión únicamente en Dili. Además de los partidarios de Fretilin, los migrantes chinos también fueron seleccionados para su ejecución; quinientos fueron asesinados en el primer día.
Los asesinatos en masa continuaron sin cesar a medida que las fuerzas indonesias avanzaban en las regiones montañosas de Timor Oriental controladas por Fretilin. Una guía timorense para un alto oficial indonesio le dijo al excónsul australiano al portugués Timor James Dunn que durante los primeros meses de la lucha de las tropas del TNI «mataron a la mayoría de los timorenses que encontraron». En febrero de 1976, después de capturar la aldea de Aileu, al sur de Dili, y expulsar a las fuerzas de Fretilin restantes, las tropas indonesias mataron a tiros a la mayoría de la población de la ciudad, supuestamente disparando a todos los mayores de tres años. Los niños pequeños que se salvaron fueron devueltos a Dili en camiones. En el momento en que Aileu cayó ante las fuerzas indonesias, la población era de alrededor de 5,000; cuando los socorristas indonesios visitaron la aldea en septiembre de 1976, únicamente quedaban 1.000. En junio de 1976, las tropas del TNI gravemente golpeadas por un ataque de Fretilin exigieron represalias contra un gran campo de refugiados que albergaba a 5-6,000 timorenses en Lamaknan, cerca de la frontera de Timor Occidental. Después de incendiar varias casas, los soldados indonesios masacraron a 2.000 hombres, mujeres y niños.
En marzo de 1977, el excónsul australiano James Dunn publicó un informe que detallaba los cargos que desde diciembre de 1975 las fuerzas indonesias habían matado entre 50.000 y 100.000 civiles en Timor Oriental. Esto es consistente con una declaración hecha el 13 de febrero de 1976 por el líder de la UDT, López da Cruz, de que 60,000 timorenses murieron durante los seis meses anteriores de la guerra civil, sugiriendo un número de muertos de al menos 55,000 en los primeros dos meses del invasión. Una delegación de socorristas indonesios estuvo de acuerdo con esta estadística. Un informe a fines de 1976 de la Iglesia Católica también estimó el número de muertos entre 60,000 y 100,000.  Estas cifras también fueron corroboradas por los del propio gobierno indonesio. En una entrevista el 5 de abril de 1977 con el Sydney Morning Herald, el ministro de Relaciones Exteriores de Indonesia, Adam Malik, dijo que el número de muertos era de «50,000 personas o quizás 80,000».
El gobierno de Indonesia presentó su anexión de Timor Oriental como una cuestión de unidad anticolonial. Un folleto de 1977 del Departamento de Asuntos Exteriores de Indonesia, titulado Descolonización en Timor Oriental, rindió homenaje al «derecho sagrado de la autodeterminación» y reconoció a APODETI como los verdaderos representantes de la mayoría de Timor Oriental. Afirmó que la popularidad de Fretilin fue el resultado de una «política de amenazas, chantaje y terror». Más tarde, el ministro de Relaciones Exteriores de Indonesia, Ali Alatas, reiteró esta posición en su memoria de 2006 The Pebble in the Shoe: The Diplomatic Struggle for East Timor. La división original de la isla en el este y el oeste, Indonesia argumentó después de la invasión, fue «el resultado de la opresión colonial» impuesta por las potencias imperiales portuguesa y holandesa. Por lo tanto, según el gobierno de Indonesia, su anexión de la provincia número 27 fue simplemente un paso más en la unificación del archipiélago que comenzó en la década de 1940.

### Reasentamiento e inanición forzada

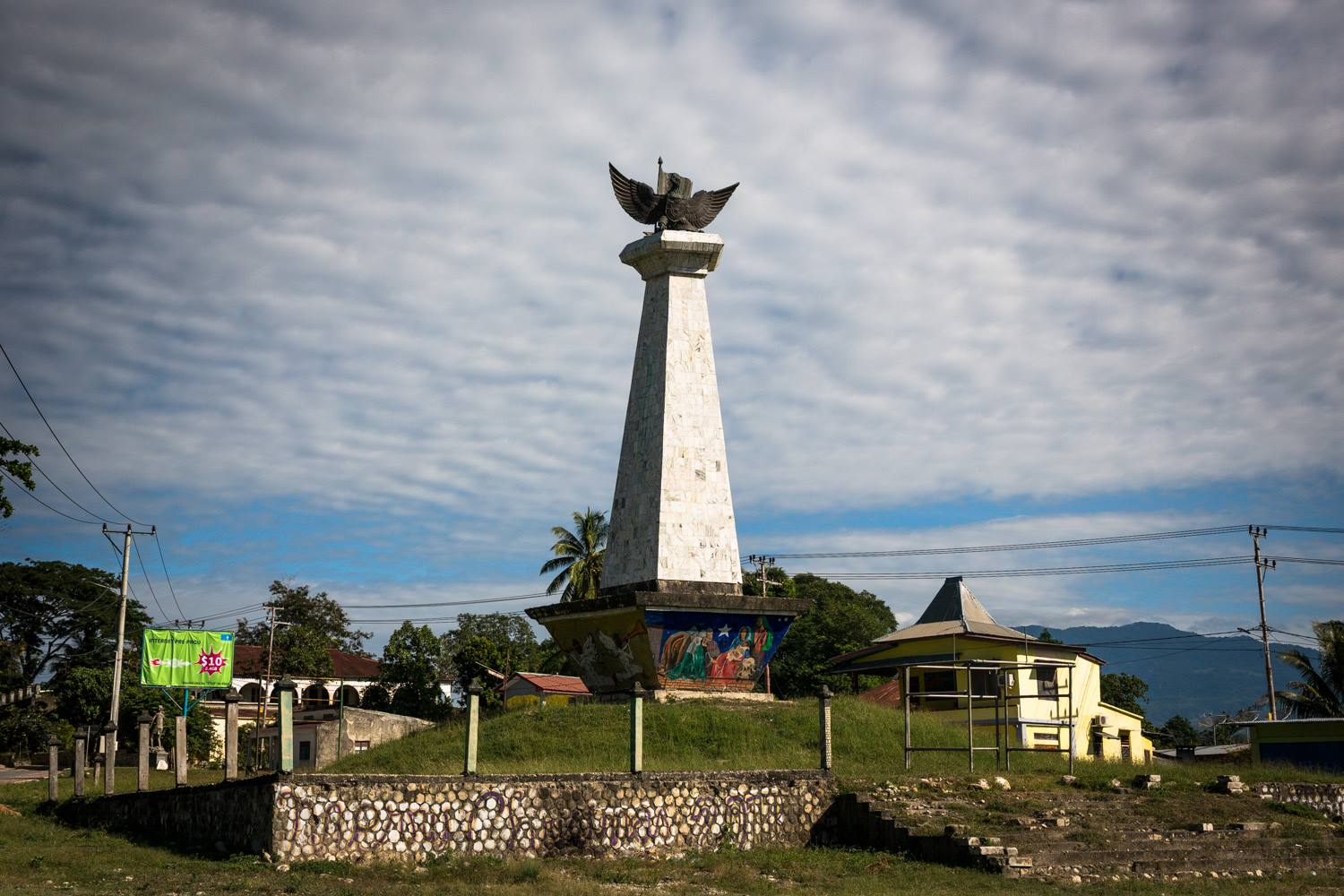
Monumento con el emblema nacional de Indonesia en Viqueque (2016).

Como resultado de la destrucción de los cultivos alimentarios, muchos civiles se vieron obligados a abandonar las colinas y rendirse al TNI. A menudo, cuando los aldeanos sobrevivientes bajaban a las regiones bajas para rendirse, los militares los ejecutaban. Los que no fueron asesinados directamente por las tropas de TNI fueron enviados a los centros de recepción que se prepararon de antemano. Estos campamentos estaban ubicados cerca de las bases militares locales, donde las fuerzas indonesias «examinaban» a la población para seleccionar a los miembros de la resistencia, a menudo con la ayuda de colaboradores timorenses. En estos campos de tránsito, los civiles entregados fueron registrados e interrogados. Los sospechosos de ser miembros de la resistencia fueron detenidos y asesinados.
Estos centros se construían a menudo como chozas de paja sin baños. Además, el ejército indonesio impidió que la Cruz Roja distribuyera ayuda humanitaria y no se brindó atención médica a los detenidos. Como resultado, muchos de los timorenses, debilitados por la inanición y que sobreviven con pequeñas raciones dadas por sus captores, murieron de desnutrición, cólera, diarrea y tuberculosis. A fines de 1979, entre 300,000 y 370,000 timorenses habían pasado por estos campos. Después de un período de tres meses, los detenidos fueron reasentados en «aldeas estratégicas» donde fueron encarcelados y sometidos a la inanición forzada. A los que estaban en los campamentos se les impidió viajar y cultivar tierras de cultivo y fueron sometidos a un toque de queda. El informe de la comisión de la verdad de la ONU confirmó el uso por parte de los militares indonesios de la inanición forzada como un arma para exterminar a la población civil de Timor Oriental y que a muchas personas se les «negó positivamente el acceso a alimentos y sus fuentes». El informe citó testimonios de individuos a los que se les negó la comida y la destrucción detallada de cultivos y ganado por parte de soldados indonesios. Llegó a la conclusión de que esta política de inanición deliberada causó la muerte de 84.200 a 183.000 timorenses. Un trabajador de la iglesia informó que quinientos timorenses orientales morían de inanición cada mes en un distrito.
World Vision Indonesia visitó Timor Oriental en octubre de 1978 y afirmó que 70,000 timorenses orientales estaban en riesgo de morir de hambre. Un enviado del Comité Internacional de la Cruz Roja informó en 1979 que el 80 por ciento de la población de un campamento estaba desnutrida, en una situación que era «tan mala como en Biafra». El CICR advirtió que «decenas de miles» estaban en riesgo de morir de hambre. Indonesia anunció que estaba trabajando a través de la Cruz Roja de Indonesia dirigida por el gobierno para aliviar la crisis, pero la ONG Acción para el Desarrollo Mundial acusó a esa organización de vender suministros de ayuda donados.

## Operaciones de pacificación en Indonesia

### Operaciones de seguridad: 1981–1982
En 1981, los militares indonesios lanzaron Operasi Keamanan (Operación de Seguridad), que algunos han llamado el programa de la «cerca de las piernas». Durante esta operación, las fuerzas indonesias reclutaron entre 50,000 y 80,000 hombres y niños timorenses para marchar a través de las montañas antes de avanzar las tropas del TNI como escudos humanos para ejecutar un contraataque Fretilin. El objetivo era barrer a los guerrilleros hacia la parte central de la región donde podrían ser erradicados. Muchos de los reclutados en la «cerca de las piernas» murieron de hambre, agotamiento o fueron fusilados por las fuerzas indonesias por permitir que las guerrillas se escaparan. Cuando la «cerca» convergió en las aldeas, las fuerzas indonesias masacraron a un número desconocido de civiles. Al menos 400 aldeanos fueron masacrados en Lacluta, por el batallón 744 del ejército indonesio en septiembre de 1981. Un testigo que declaró ante el Senado australiano que los soldados mataron deliberadamente a niños pequeños al golpear sus cabezas contra una roca. La operación no logró aplastar la resistencia, y el resentimiento popular hacia la ocupación se hizo más fuerte que nunca. Mientras las tropas de Fretilin en las montañas continuaban sus ataques esporádicos, las fuerzas indonesias llevaron a cabo numerosas operaciones para destruirlas en los próximos diez años. En las ciudades y pueblos, mientras tanto, un movimiento de resistencia no violenta comenzó a tomar forma.

### Operación Clean-Sweep': 1983
El fracaso de las sucesivas campañas de contrainsurgencia indonesias llevó a la élite militar indonesia a instruir al comandante del Comando de Resort Militar Subregional con base en Dili, el Coronel Purwanto para iniciar conversaciones de paz con el comandante de Fretilin, Xanana Gusmão, en un área controlada por Fretilin en marzo de 1983. Cuando Xanana intentaba invocar a Portugal y a la ONU en las negociaciones, el Comandante de ABRI Benny Moerdani rompió el alto el fuego al anunciar una nueva ofensiva de contrainsurgencia llamada "Operational Clean-Sweep" en agosto de 1983, declarando: «Esta vez no vamos a perder el tiempo. Esta vez vamos a golpearlos sin piedad».
La ruptura del acuerdo de alto el fuego fue seguida por una nueva ola de masacres, ejecuciones sumarias y «desapariciones» a manos de las fuerzas indonesias. En agosto de 1983, 200 personas fueron quemadas vivas en el pueblo de Creras, y otras 500 murieron en un río cercano. Entre agosto y diciembre de 1983, Amnistía Internacional documentó los arrestos y «desapariciones» de más de 600 personas únicamente en la capital. Las fuerzas indonesias dijeron a los familiares que los «desaparecidos» fueron enviados a Bali.
Los sospechosos de oponerse a la integración a menudo fueron arrestados y torturados. En 1983, Amnistía Internacional publicó un manual indonesio que había recibido de Timor Oriental que instruía al personal militar sobre cómo infligir angustia física y mental, y advirtió a las tropas que «Eviten tomar fotografías que muestren torturas (a alguien que recibe descargas eléctricas, las desnudan)». En su memoria de 1997 East Timor's Unfinished Struggle: Inside the Timorese Resistance, Constâncio Pinto describe ser torturado por soldados indonesios: «Con cada pregunta, recibía dos o tres golpes en la cara. Cuando alguien te golpea tanto y tan fuerte, se siente como si tu cara estuviera quebrada La gente me golpeó en la espalda y en los costados con las manos y luego me dieron patadas ... [En otro lugar] me torturaron psicológicamente; no me golpearon, pero amenazaron con matarme. Incluso pusieron un arma en la mesa.» En el libro de Michele Turner, Telling East Timor: Personal Testimonies 1942–1992, una mujer llamada Fátima describe que vio como se producía la tortura en una prisión de Dili: «Hacen que la gente se siente en una silla con la parte delantera de la silla en sus propios dedos. Es una locura, sí. Los soldados orinan en la comida y luego la mezclan para que la persona la coma. Usan un schock eléctrico producido con una máquina eléctrica....»

## Violencia contra las mujeres
Los abusos militares de Indonesia contra las mujeres en Timor Oriental fueron numerosos y bien documentados. Además de sufrir detenciones arbitrarias, torturas y ejecuciones extrajudiciales, las mujeres sufrieron violaciones y abusos sexuales, a veces por el delito de estar relacionadas con un activista de la independencia. El alcance del problema es difícil de determinar, debido al intenso control militar impuesto durante la ocupación, agravado por la vergüenza que sienten las víctimas. En un informe de 1995 sobre la violencia contra las mujeres en Indonesia y Timor Oriental, Amnistía Internacional de Estados Unidos escribió: «Las mujeres son reacias a transmitir información a organizaciones no gubernamentales sobre violaciones y abusos sexuales, y mucho menos a reportar violaciones a las autoridades militares o policiales.»
Otras formas de violencia contra las mujeres tomaron la forma de hostigamiento, intimidación y matrimonio forzado. El informe de Amnistía cita el caso de una mujer obligada a vivir con un comandante en Baucau, y luego acosada diariamente por las tropas después de su liberación. Tales «matrimonios» tuvieron lugar regularmente durante la ocupación. También se alentó a las mujeres a aceptar los procedimientos de esterilización, y algunas fueron presionadas para tomar el anticonceptivo Depo Provera, a veces sin un conocimiento completo de sus efectos.
En 1999, la investigadora Rebecca Winters publicó el libro Buibere: Voice of East Timorese Women, que relata muchas historias personales de violencia y abuso que datan de los primeros días de la ocupación. Una mujer dice que fue interrogada mientras estaba desnuda, torturada, abusada y amenazada de muerte. Otra describe ser encadenada en las manos y los pies, y violada repetidamente e interrogada durante semanas. Una mujer que había preparado comida para los guerrilleros de Fretilin fue arrestada, quemada con cigarrillos, torturada con electricidad y obligada a caminar desnuda junto a una fila de soldados hacia un tanque lleno de orina y heces.

## Masacre de Santa Cruz
Durante una misa conmemorativa el 12 de noviembre de 1991 para un joven pro-independiente a quien dispararon las tropas indonesias, los manifestantes de la multitud de 2.500 personas desplegaron la bandera y pancartas de Fretelin con consignas a favor de la independencia, y corearon ruidosamente pero en paz. Tras un breve enfrentamiento entre las tropas indonesias y los manifestantes, dos soldados fueron apuñalados en circunstancias disputadas 200 soldados indonesios abrieron fuego contra la multitud matando al menos a 250 timorenses.
Los testimonios de extranjeros en el cementerio fueron reportados rápidamente a las organizaciones internacionales de noticias, y el video de la masacre fue ampliamente difundido internacionalmente, causando indignación. En respuesta a la masacre, activistas de todo el mundo se organizaron en solidaridad con los timorenses orientales, y se generó una nueva urgencia en los llamamientos al Derecho de autodeterminación. Tapol, una organización británica formada en 1973 para defender la democracia en Indonesia, aumentó su trabajo en torno a Timor Oriental. En los Estados Unidos, se fundó la East Timor Action Network (ahora llamada The East Timor and Indonesia Action Network (ETAN)) que pronto tuvo sucursales en diez ciudades de todo el país. Otros grupos de solidaridad aparecieron en Portugal, Australia, Japón, Alemania, Irlanda, Países Bajos, Malasia y Brasil. La cobertura de la masacre fue un claro ejemplo de cómo el crecimiento de los nuevos medios en Indonesia hacía cada vez más difícil para el «Nuevo Orden» controlar el flujo de información dentro y fuera de Indonesia, y que en la década de 1990 posterior a la Guerra Fría, el gobierno fue sometido a un creciente escrutinio internacional. Varios grupos de estudiantes pro democracia y sus revistas comenzaron a discutir de manera abierta y crítica no únicamente de Timor Oriental, sino también del «Nuevo Orden» y la historia más amplia y el futuro de Indonesia.
La condena a los militares provino no únicamente de la comunidad internacional, sino también de parte de la élite indonesia. La masacre acabó con la apertura de los gobiernos en 1989 del territorio y comenzó un nuevo período de represión. Warouw fue removido de su posición y su enfoque más complaciente a la resistencia timorense fue reprendido por sus superiores. Los presuntos simpatizantes de Fretilin fueron arrestados, aumentaron los abusos contra los derechos humanos y se impuso nuevamente la prohibición de los periodistas extranjeros. El odio se intensificó entre los timorenses a la presencia militar indonesia. Kopassus Group 3, el mayor general Prabowo Subianto, entrenó a pandillas de milicias vestidas con capuchas negras para aplastar la resistencia restante.

## Número de muertes
Las estimaciones precisas del número de muertos son difíciles de determinar. El informe de 2005 de la Comisión de Recepción, Verdad y Reconciliación en Timor Oriental (CAVR) de la ONU informa un número mínimo estimado de muertes relacionadas con el conflicto de 102,800 (+/- 12,000). De estos, el informe dice que aproximadamente 18,600 (+/- 1,000) murieron o desaparecieron, y que aproximadamente 84,000 (+/- 11,000) murieron de hambre o enfermedad en exceso de lo que se habría esperado debido a la mortalidad en tiempos de paz. Estas cifras representan una estimación conservadora mínima que, según la CAVR, es su hallazgo principal con base científica. El informe no proporcionó un límite superior, sin embargo, la CAVR especuló que el número total de muertes debido a hambre y enfermedades relacionadas con el conflicto podría haber sido tan alto como 183,000. La comisión de la verdad responsabilizó a las fuerzas indonesias de aproximadamente el 70% de los asesinatos violentos.
El investigador Ben Kiernan dice que «es probable que una cifra de 150,000 se acerque a la verdad», aunque no se puede descartar una estimación de 200,000 o más. El Centro de Información de Defensa también estimó un total cercano a 150,000. Una estimación de 1974 de la iglesia católica de la población de Timor Oriental era 688,711 personas; en 1982 la iglesia reportó únicamente 425,000. Esto llevó a una estimación de 200,000 personas asesinadas durante la ocupación, que se informó ampliamente en todo el mundo. Otras fuentes, como Amnistía Internacional y Human Rights Watch, también apoyan una estimación de más de 200,000 muertos.
Según el especialista Gabriel Defert, sobre la base de los datos estadísticos disponibles de las autoridades portuguesas e indonesias y de la Iglesia católica, entre diciembre de 1975 y diciembre de 1981, aproximadamente 308,000 timorenses perdieron la vida; esto constituyó aproximadamente el 44% de la población preinvasora. De manera similar, el profesor indonesio George Aditjondro, exmiembro de la Universidad Salatiga en Java, concluyó de su estudio de los datos del Ejército indonesio que, de hecho, 300,000 timorenses habían sido asesinados en los primeros años de la ocupación.
Robert Cribb, de la Universidad Nacional de Australia, sostiene que dicha cifra fue significativamente exagerada. Argumenta que el censo de 1980 contaba con 555,350 timorenses, aunque «la fuente más confiable de todas», fue probablemente un mínimo en lugar de una estimación máxima para la población total. «Vale la pena recordar que cientos de miles de timorenses orientales desaparecieron durante la violencia de septiembre de 1999, para reaparecer más tarde», escribe. El censo de 1980 se vuelve más improbable en comparación con el censo de 1987 que contó con 657,411 timorenses, lo que requeriría una tasa de crecimiento del 2,5% anual, casi idéntica a la tasa de crecimiento muy alta en Timor Oriental de 1970 a 1975, una muy poco probable, dada en las condiciones de la ocupación brutal, incluidos los esfuerzos de Indonesia para desalentar la reproducción. Al observar la relativa falta de relatos personales de atrocidades o de soldados indonesios traumatizados, agrega que Timor Oriental «no parece, sobre la base de informes periodísticos y académicos, una sociedad traumatizada por la muerte masiva ... Pol Pot.» «Incluso la estrategia militar de Indonesia se basó en ganarse los corazones y mentes de la población, un hecho que no respalda los cargos de asesinatos en masa».
Kiernan, a partir de una población base de 700,000 timorenses en 1975 —según el censo de la Iglesia Católica de 1974— calculó una población esperada de 735,000 timorenses en 1980 —suponiendo una tasa de crecimiento de únicamente el 1% por año como resultado de la ocupación—. Al aceptar la cuenta de 1980 de que Cribb considera que al menos el 10% (55,000) es demasiado bajo, Kiernan concluyó que hasta 180,000 pueden haber muerto en la guerra. Cribb argumentó que la tasa de crecimiento del 3% sugerida por el censo de 1974 era demasiado alta, citando el hecho de que la iglesia había postulado previamente una tasa de crecimiento del 1,8%, lo que habría producido una cifra en línea con la estimación de la población portuguesa de 635,000 para 1974.
Aunque Cribb sostuvo que el censo portugués era casi seguramente una subestimación, creía que era más probable que el censo de la iglesia, debido al hecho de que cualquier intento de la iglesia de extrapolar el tamaño de la población total «debe verse en a la luz de su acceso incompleto a la sociedad» —menos de la mitad de los timorenses eran católicos—. Asumiendo una tasa de crecimiento en línea con las otras naciones del sudeste de Asia, entonces, se obtendría una cifra más precisa de 680,000 para 1975, y una población esperada en 1980 de poco más de 775,000 —sin tener en cuenta la disminución en la tasa de natalidad resultante de la Ocupación indonesia—. El déficit restante sería casi exactamente 200,000. Según Cribb, las políticas indonesias restringieron la tasa de natalidad hasta en un 50% o más, por lo que alrededor de 45,000 no nacieron en lugar de morir; otros 55,000 estaban «desaparecidos» como resultado de que los timorenses evadieron a las autoridades indonesias que realizaron el censo de 1980. Una variedad de factores: el éxodo de decenas de miles de sus hogares para escapar de Fretilin en 1974-1975; la muerte de miles en la guerra civil; las muertes de combatientes durante la ocupación; asesinatos de Fretilin; y desastres naturales: disminuyen aún más el número de víctimas civiles atribuibles a las fuerzas indonesias durante este tiempo.  Teniendo en cuenta todos estos datos, Cribb defiende un número mucho menor de 100,000, con un mínimo absoluto de 60,000, y una décima parte de la población civil que muere de forma poco natural, durante los años 1975–1980.
Sin embargo, Kiernan respondió afirmando que la afluencia de trabajadores migrantes durante la ocupación y el aumento en la tasa de crecimiento de la población típica de una crisis de mortalidad justifican aceptar el censo de 1980 como válido a pesar de la estimación de 1987, y que el censo de la iglesia de 1974, aunque «máximo posible»: no se puede descartar porque la falta de acceso de la iglesia a la sociedad podría haber dado lugar a un recuento insuficiente. Llegó a la conclusión de que al menos 116,000 combatientes y civiles fueron asesinados por todos lados o fallecieron de muertes «no naturales» entre 1975 y 1980 —de ser cierto, esto daría como resultado que aproximadamente el 15% de la población civil de Timor Oriental fue asesinada de 1975–1980—. F. Hiorth estimó por separado que el 13% —95,000 de los 730,000 esperados para explicar la reducción de las tasas de natalidad— de la población civil murió durante este período. Kiernan cree que el déficit fue muy probablemente alrededor de 145,000 cuando se considera la reducción en las tasas de natalidad, o el 20% de la población de Timor Oriental. El valor medio del informe de la ONU es 146,000 muertes; RJ Rummel , analista de asesinatos políticos, estima 150,000.
Muchos observadores han llamado a la acción militar indonesia en Timor Oriental un ejemplo de genocidio.  Oxford tuvo un consenso académico al llamar genocidio al evento y la universidad de Yale lo enseña como parte de su programa «Genocide Studies». En un estudio sobre el significado legal de la palabra y su aplicabilidad a la ocupación de Timor Oriental, el investigador jurídico Ben Saul concluye que debido a que las autoridades indonesias no atacaron a ningún grupo reconocido de acuerdo con el derecho internacional, no se puede aplicar un cargo de genocidio. Sin embargo, también señala: «El conflicto en Timor Oriental califica con mayor precisión como genocidio contra un 'grupo político', o alternativamente como 'genocidio cultural', sin embargo, ninguno de estos conceptos está explícitamente reconocido en el derecho internacional». La ocupación se ha comparado con los asesinatos de los jemeres rojos, las guerras yugoslavas y el genocidio de Ruanda.
El número exacto de víctimas indonesias está bien documentado. Los nombres completos de alrededor de 2,300 soldados indonesios y milicias pro indonesias que murieron en acción, así como de enfermedades y accidentes durante toda la ocupación, están grabados en el Monumento Seroja ubicado en el cuartel general de las Fuerzas Armadas en Cilangkap, al sur de Yakarta.